# Sidekick

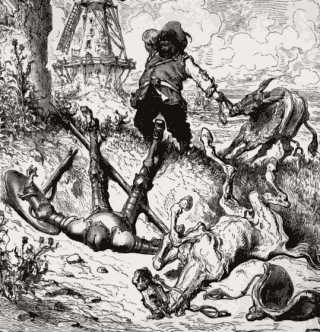
Don Quijote, enfrentándose sin éxito a un molino de viento, y su compañero Sancho Panza en esta ilustración de Gustave Doré

Sidekick es una expresión de jerga en el idioma inglés para referirse a un compañero o colega cercano (no necesariamente en la ficción) que es, o generalmente se considera, subordinado a quien acompaña. Debido a sus orígenes en la jerga en inglés, no existe una traducción exacta del término al español, de forma que se suele traducir como compañero, asistente, ayudante, secuaz o compinche.
Entre algunos sidekicks famosos en la ficción se encuentran Sancho Panza (con Don Quijote), el Doctor Watson (con Sherlock Holmes), Toro (con El Llanero Solitario), Kato (con el Avispón Verde), Donkey y el Gato con Botas (con Shrek), el Pato Donald y Goofy (con Mickey Mouse), Luigi y Yoshi (con Mario), Tails y Knuckles (con Sonic), Diddy Kong (con Donkey Kong), el puerco Porky (con el Pato Lucas), Bucky (con el Capitán América) y Robin (con Batman).

## Orígenes
La palabra es un americanismo en el idioma inglés. Se cree que el término sidekick se originó en la jerga de los carteristas de finales del siglo XIX y comienzos del XX en los Estados Unidos. El "kick" se refería al parecer al bolsillo delantero de un pantalón, del que se creía era el bolsillo más seguro contra los robos. Así, por analogía, un "side-kick" (es decir, un kick que está al lado) era el compañero más cercano de una persona. Otros términos similares de la época son side-kicker, side-pal, y side-partner, todos referidos a un compañero que está al lado. El término se popularizó en el idioma inglés y luego en otros idiomas probablemente en la ubicuidad de personajes similares en las obras de ficción de la cultura popular norteamericana, particularmente en los cómics.
Uno de los primeros sidekicks de los que haya registro puede ser Enkidu, quien adoptó un papel de sidekick (compañero) de Gilgamesh después de que hacerse aliados en la Epopeya de Gilgamesh. Otros ejemplos tempranos son Aquiles y Patroclo en la Ilíada y Moisés y Aarón en el Antiguo Testamento.

## Función delsidekicken la ficción
Los sidekicks pueden cumplir una o múltiples funciones, como las de servir de contrapunto al héroe o heroína, brindar una perspectiva alternativa, o conocimientos, habilidades o cualquier otra cosa que el héroe o heroína no tengan. A menudo brindan una pausa cómica, o fungen como el personaje serio frente a las acciones cómicas del héroe. Un sidekick también puede ser un personaje con el que la audiencia puede sentirse identificada más fácilmente que con el héroe, o como alguien en cuyos zapatos puede imaginarse la audiencia (como los sidekicks adolescentes). Así mismo, al hacerle preguntas al héroe, o al darle a la heroína o héroe alguien con quien hablar, el sidekick le brinda a los autores la oportunidad de insertar textos expositivos, cumpliendo así el mismo papel que un coro griego .
Los sidekicks con frecuencia brindan también una conexión emocional, especialmente cuando el héroe o heroína son representados como indiferentes y distantes, rasgos que pueden hacer que el héroe no agrade a la audiencia. El sidekick es a menudo el confidente que conoce al personaje principal mejor que nadie y brinda una razón convincente para que a la audiencia le guste el héroe. Por ejemplo, si bien Sherlock Holmes fue descrito como un hombre difícil de conocer, su amistad con el Dr. Watson convence a quien lee de que Holmes es una buena persona. El personaje de la Mano Izquierda en la serie Vampire Hunter D, al estar mentalmente vinculado al reticente protagonista, a menudo revela pensamientos, sentimientos y la condición física de su anfitrión, así como elementos del trasfondo de la historia.
La estupidez aparente de algunos sidekicks comédicos se usa a menudo para hacer que un héroe no intelectual parezca inteligente. De forma similar, un sidekick llamativo o afeminado puede hacer que un héroe con poca gracia se vea más masculino. Las habilidades de combate de una heroína o héroe fuerte, silencioso y modesto puede verse reveladas a los otros personajes y al público gracias a un sidekick hablador.
Si bien muchos sidekicks se utilizan para crear pausas cómicas, hay otros sidekicks que son menos extravagantes que los héroes o heroínas a quienes sirven, y los momentos de comedia derivados del héroe a menudo pueden amplificarse gracias a la presencia o reacción del sidekick. Un ejemplo de esto es el Puerco Porky, que es más sensato y tranquilo que el Pato Lucas en cortometrajes posteriores; del mismo modo, Sancho Panza es más racional que Don Quijote.
Es típico que el personaje y el sidekick sean del mismo género; de lo contrario, el término se reemplaza en inglés por los de "partner" o "companion" (lit., compañero/compañera). Siempre que haya un equipo de más de dos personajes, el término sidekick generalmente se reserva para otro miembro del equipo que sea del mismo sexo. Es raro que la relación entre un personaje y un compañero del sexo opuesto carezca de matices románticos o sexuales de cualquier tipo, aunque hay ejemplos, como Modesty Blaise y Willie Garvin, o la serie original de Doctor Who que evitan intencionalmente cualquier indicación explícita en pantalla de romántico o atracción sexual entre el personaje principal y su compañero o compañera. 
Si bien es inusual, ha ocurrido que un sidekick sea más atractivo, carismático o físicamente capaz que el supuesto héroe. Esto ocurre más típicamente cuando el atractivo del héroe es más intelectual que sexual. Tales héroes (generalmente detectives o científicos ficticios) suelen ser de mediana edad o mayores y tienden a la excentricidad, y ya sea por edad o por falta de idoneidad física, suelen limitarse a conflictos cerebrales, dejando la acción física a un sidekick más joven o más capaz físicamente. Este tipo de sidekick rara vez se encuentra en la ficción, porque el héroe corre el riesgo de ser eclipsado por ellos, aunque hay ejemplos de este tipo de parejas exitosas, como el detective Monk y su sidekick Sharona, el inspector Morse y su sidekick el sargento detective Robbie Lewis, Nero Wolfe y su sidekick Archie Goodwin, Hiro Nakamura y su sidekick Ando Masahashi, o Miles Vorkosigan y su primo y sidekick Ivan Vorpatril (de la serie de Miles Vorkosigan de Lois McMaster Bujold). En otros medios, el sidekick de El Avispón Verde, Kato, ha sido descrito (especialmente desde la serie de televisión de la década de 1960, en la que fue interpretado por Bruce Lee) como una persona capaz de pelear, por ejemplo usando artes marciales. Las primeras publicaciones seriadas de Doctor Who, particularmente durante la era del Primer Doctor, tenían compañeros varones jóvenes que eran capaces de entrar en peleas en formas que el anciano William Hartnell no podía. Esto se volvió más importante a medida que la salud de Hartnell se deterioraba durante su tiempo como El Doctor. Incidentalmente, este problema no se dio con los siguientes Doctores, ya que se escogieron actores significativamente más jóvenes.
Tampoco es raro, especialmente en programas de televisión recientes como Bones o NCIS, que aparezca un equipo de sidekicks. En Bones, por ejemplo, el agente especial del FBI Seeley Booth funge a menudo uno de los roles tradicionales de los sidekick, traduciendo a los demás las palabras de la brillante pero socialmente incapaz Dr. Temperance Brennan. Sin embargo, en este caso tanto Brennan como Booth son héroes por derecho propio. Los sidekicks en este caso son el equipo de "squints" en el Laboratorio Médico-Legal del Instituto Jeffersonian, cada uno de los cuales tiene su propia especialidad científica, todas los cuales usualmente son necesarias para que se resuelva el caso.
En ciertos casos, un sidekick puede cumplir su ciclo como segundón del héroe y convertirse en un héroe por derecho propio. Dick Grayson es un ejemplo, habiendo dejado atrás el manto de Robin cuando trabajaba con Batman y asumiendo la nueva identidad de Nightwing. Más recientemente, Grayson ha sucedido a su mentor y asumido la identidad del propio Batman. Otro ejemplo es el popular aventurero Captain Easy, quien comenzó como el compañero violento del escuálido héroe epónimo de la tira cómica Wash Tubbs.

## Comparaciones
Los seguidores de un villano normalmente se denominan secuaces, esbirros o lacayos, no sidekicks. Si bien esto es en parte una convención en asuntos terminológicos, también refleja el hecho de que pocos villanos son capaces de establecer los vínculos de amistad y lealtad que son comunes en la relación entre un héroe y su sidekick. Otra razón son los diferentes roles en la ficción que se asignan al protagonista y al antagonista: mientras que un sidekick es un personaje relativamente importante gracias a su proximidad al protagonista y, por lo tanto, es probable que su personaje se desarrolle, el rol de un secuaz es actuar como carne de cañón para el héroe y su sidekick. Como resultado, los secuaces tienden a ser personajes desechables y anónimos, que existen con el propósito único de ilustrar la proeza de los protagonistas al derrotarles.
Con todo, algunos villanos de hecho tienen sidekicks, entre ellos Lex Luthor (Mercy Graves), Joker (Harley Quinn), Jigsaw (Amanda), Shao Kahn (Shang Tsung), Shinnok (Quan Chi), Ben Wade (Charlie Prince; de 3:10 to Yuma), Wario (Waluigi), Dr. Eggman (Orbot y Cubot), y Magneto (Mystique, aunque solo en las películas de acción en vivo de los X-Men).

## Uso en la ficción
Samwise Gamgee (respecto a Frodo Baggins) y Ron Weasley (respecto a Harry Potter), así como los previamente mencionados Sancho Panza y el Doctor Watson, son sidekicks notables en la ficción.
En la ficción, el término "sidekick" se refiere comúnmente a asistentes de héroes o heroínas que luchan contra el crimen. No obstante, los sidekicks no necesariamente acompañan a personajes heroicos, como en el caso de Leporello, sirviente de Don Giovanni en la ópera homónima de 1787. Los villanos también pueden tener sidekicks, que suelen ser descritos como personajes menos brillantes o faltos de astucia. El sidekick tiene la función literaria de jugar contra el héroe, a menudo contrastando con aquel en habilidades, o realizando funciones que no son adecuadas para un héroe.
El sidekick era un personaje habitual en los wésterns, y actores como Fuzzy Knight, Al "Fuzzy" St. John, Smiley Burnette o Andy Devine tuvieron carreras más largas incluso que algunos de los heroicos vaqueros cantores a quienes sirvieron como sidekicks.
En ciencia ficción se ha establecido el subtipo del sidekick extraterrestre. Ejemplos de sidekicks alienígenas son el Sr. Spock (sidekick del Capitán James T. Kirk) en la franquicia de Star Trek o Chewbacca (sidekick de Han Solo ) en la trilogía original de Star Wars. Uno de los roles del sidekick alienígena es el de servir como portavoz para los comentarios sociales acerca de la condición humana, desde el punto de vista de una persona ajena.
Sidekicks heroicos como Streaky el supergato (respecto a Krypto el superperro), Festo Haggen (respecto a Matt Dillon en Gunsmoke), o Gabrielle (en Xena: la princesa guerrera) no solo brindan pausas cómicas, sino que en ocasiones pueden ser valientes y/o ingeniosos y rescatar al héroe o heroína de un grave aprieto. Kalimán, personaje heroico representado en películas, radioteatro y cómics, es el mentor de un joven llamado Solín.

### Cómics
Los sidekicks tienen una historia larga y popular en los cómics, que se remonta a los inicios del género. Algunos ejemplos son Wing (sidekick del Crimson Avenger) o Fatman (sidekick de Mister America), que debutaron a finales de la década de 1930. Otros sidekicks notables en los cómics son Ebony White (sidekick de The Spirit y considerado el primer sidekick negro de los cómics), Jughead, Etta Candy, el Capitán Haddock y Obelix.
En 1940 DC Comics introdujo al primer sidekick adolescente en los cómics, Robin, el chico maravilla, creado para suavizar el tono oscuro de los cómics de Batman y hacer al héroe más atractivo para lectores más jóvenes. La popularidad instantánea de Robin dio origen a una gran cantidad de imitaciones, incluyendo personajes icónicos como Bucky, Toro, Sandy the Golden Boy o Speedy. (Stripesy fue la excepción a la regla, al tratarse de un sidekick adulto para un héroe adolescente, Star-Spangled Kid). Otro estilo inusual de parejas de sidekicks fue la Blonde Bomber [también conocida como Honey Blake], una camarógrafa de noticiarios, química y luchadora contra el crimen con un sidekick llamado Jimmy Slapso.)
La gran prevalencia de superhéroes masculinos adultos acompañados de "pupilos" adolescentes hizo que algunos comentaristas miraran con recelo tal tendencia. El psicólogo Fredric Wertham, en particular, concluyó que tal fenómeno era un terreno fértil para encontrar complejos freudianos ocultos y reprimidos, y que el hecho de que un sidekick participara en encuentros violentos junto a su héroe encubría un subtexto sexual. En 1954, el libro de Wertham La seducción de los inocentes coincidió con las audiencias en el Congreso sobre (entre otros) la influencia negativa de los cómics. A raíz de esto, los cómics de superhéroes bajaron en popularidad durante un tiempo, y muchos sidekicks adolescentes desaparecieron. (La novela gráfica Brat Pack  de Rick Veitch, así como algunos números de Top 10 de Alan Moore, abordan de manera directa los aspectos sórdidos, explotadores y potencialmente pedófilos de las relaciones entre un héroe adulto y un sidekick adolescente.)
A comienzos de la década de 1960, con el advenimiento de la llamada Edad de Plata de las historietas, debutó una nueva tanda de sidekicks de superhéroes, entre ellos Rick Jones, Aqualad, Snapper Carr, Kid Flash y Wonder Girl. En particular, el equipo original de superhéroes Jóvenes Titanes, que apareció en 1964, estaba compuesto en su totalidad por sidekicks. (En contraste, Marvel Comics lidió con el asunto de los sidekicks adolescentes creando varios adolescentes con súper poderes, héroes por derecho propio, tales como Spider-Man, el segundo Antorcha Humana y los X-Men.)
La mayoría de los sidekicks de las edades de oro y plata de los cómics evolucionaron posteriormente a convertirse en héroes maduros por derecho propio, o murieron. En las décadas de 1980, 1990 y 2000, aparecieron algunos sidekicks nuevos. También es común que ciertos héroes parezcan atraer a sidekicks en serie. Este es el caso particular de Batman, Capitán América y Flash: Ha habido al menos cinco iteraciones de Robin, en tanto que el Capitán América ha tenido una diversa gama de sidekicks sucesores de Bucky, entre ellos Falcon, Demolition Man, Free Spirit y Jack Flag.
En contraste con esto, el personaje de Rick Jones es virtualmente un "sidekick a sueldo," que ha fungido como sidekick para varios héroes diferentes durante su carrera, empezando por Hulk, y pasando por el Capitán América (convirtiéndose brevemente en el segundo Bucky), luego por el primer Capitán Marvel, Rom Spaceknight y finalmente el tercer Capitán Marvel (Genis).

## En la televisión
Los sidekicks de la televisión suelen desempeñar un rol fundamental de apoyo para la estrella. Ejemplos de ello son Ethel Mertz (respecto a Lucy Ricardo en Yo amo a Lucy), Ed Norton (respecto a Ralph Kramden en The Honeymooners), Screech Powers (respecto a Zack Morris en Saved by the Bell), el Mayor Roger Healey (respecto al Mayor Anthony "Tony" Nelson en Mi bella genio), o incluso un grupo de personas como los Sweathogs (respecto al Sr. Kotter en Welcome back, Kotter). En parejas en las que ambos miembros tienen importancia similar en la televisión como Kate McArdle y Allie Lowell (Kate & Allie), Oscar Madison y Felix Unger (en La extraña pareja), Bret Maverick y Bart Maverick (en Maverick ), o Laverne De Fazio y Shirley Feeney (en Laverne & Shirley), cada uno de ellos es a veces llamado sidekick por el otro, aunque el sentido habitual del término denota desigualdad.
Muchos programas de entrevistas en la televisión utilizan un sidekick como coanfitrión, presentando el programa junto con la estrella principal. Ed McMahon interpretó tal rol de manera bien conocida para Johnny Carson en el Tonight Show, como lo hiciera Andy Richter para Conan O'Brien en el Late Night with Conan O'Brien, el Tonight Show y Conan. The Late Late Show with Craig Ferguson empleaba como sidekick a un robot mecánico llamado Geoff Peterson (con la voz de Josh Robert Thompson).
El actor Clarence Gilyard aparecía en un comercial de televisión de la serie Walker, Texas Ranger, informando a los espectadores que él no era el sidekick de Chuck Norris, diciendo en cambio con humor "Esta es la sidekick de Chuck Norris" sobre las imágenes de Norris pateando a un villano (sidekick también puede traducirse como "patada lateral").

### Animación
En animación, algunos ejemplos populares de sidekicks son el Oso Bubu como sidekick del Oso Yogui, Baba Looey como compañero de Tiro Loco McGraw y Stimpy como compañero de Ren Höek en Ren y Stimpy. Así mismo, Pablo Mármol respecto a Pedro Picapiedra, en Los Picapiedra, personajes derivados de los de Ed Norton y Ralph Kramden (de la serie The Honeymooners), respectivamente.
En el séptimo episodio de la serie animada de 1994 The Tick, los héroes se toman una noche para ir a relajarse a un club nocturno local de superhéroes. Al llegar, sin embargo, Arthur es escoltado de inmediato al Sidekick Lounge, una pequeña choza detrás del club, donde conoce a varios otros sidekicks que se pasan la noche lamentando su vida como segundones.

## En los videojuegos
Algunos videojuegos tienen sidekicks que brindan asistencia a los jugadores durante sus aventuras. Un ejemplo temprano es el de Floyd en Planetfall, a quien la revista Computer Gaming World describió en abril de 1984 como "único." Un potencial ejemplo de esto se encuentra en el caso de Mario Bros., en donde Luigi desempeña un papel secundario para su hermano Mario. Sonic suele ir acompañado de su sidekick Miles "Tails" Prower, y su potencial novia Amy Rose también tiene una relación de heroína-sidekick con Cream the Rabbit. Diddy Kong es visto a menudo como el sidekick de Donkey Kong, en tanto que Mega Man recibe la ayuda de su perro robótico Rush. Sin embargo, los héroes de los videojuegos ocasionalmente trabajan solos, como en el caso de Pit en Kid Icarus, o con un equipo que apoya sus esfuerzos, como en el caso de Fox McCloud, en lugar de un solo sidekick.